# Bezirk Pfäffikon
Bezirk Pfäffikon är ett av de tolv distrikten i kantonen Zürich i Schweiz. 

## Indelning
Distriktet ligger i den östra delen av kantonen och består av 10 kommuner:
- Bauma
- Fehraltorf
- Hittnau
- Illnau-Effretikon
- Lindau
- Pfäffikon
- Russikon
- Weisslingen
- Wila
- Wildberg